# 岡崎太郎
岡崎 太郎（おかざき たろう、1970年1月17日 - ）は、福岡県直方市出身の起業家、著作家。株式会社アイティマネジメント会長。

## 来歴
福岡県生まれ。1988年 3月 福岡県立直方高等学校卒業。 4月 消費者金融の武富士（株）に入社する。
1989年 8月 武富士（株）に退社し福岡に戻る。 9月（株）ディスプレイZACに入社。1991年2月（株）ディスプレイZACを退社する。健康食品の訪問販売会社（株）AINコーポレーションに入社する。1993年10月（株）AINコーポレーション退社し（株）MIYABIに入社する。通販事業部を設立し売上を拡大。1999年12月（株）MIYABI退社。
2000年1月（株）PICTSYSTEM設立し代表となる。2001年6月企業家を育成するITマネジメント学院設立するも同年11月閉鎖。同年7月株式会社JIMOS取締役就任。2002年01月 ITM勉強会として再スタートする。同年DMW九州 5代目会長に就任する。
2003年4月「売れるしくみはこうつくれ」上稿・同年11月 「儲かるしくみはこうつくれ」上稿。2004年 3月 「こうすれば劇的に売れるよ」上稿とマーケティング関連の書籍を3冊出版する。株式会社ジモス JASDAQ株式上場  11月 「1日3分夢実現ノート」の出版にあわせてモチベーションシートを商品化する。
PICTSYSTEM（株）JIMOSと経営統合に至るが（株）JIMOS取締役退任。（株）オンリーファクトリー 取締役就任する。ほか（株）ITM設立 会長に就任。（株）オンリーに改称し ヘラクレスに株式上場。（株）オンリー取締役就任する。
アービンジャー・インスティチュート・ジャパン（株）取締役就任し、その後（株）オンリー取締役 辞任。

## 人物
- 24歳で通販を開始すると2年間で月商1億円を達成する。きっかけとなったのが1995年に雑誌『anan』に広告を出した商品「いちごミルクダイエット」という商品[5][6]。
- 30歳で独立をし通販コンサルタントとして活動を開始する。初めての著書「売れるしくみはこうつくれ」登場後すぐにイーエスブックは総合1位を獲得する[7]。
- 株式会社アイティマネジメントを2004年7月設立。インターネットソリューション、プログラミング、ホームページの企画、製作、データベース開発構築、経営コンサルティング、教育セミナー[8]などを事業内容とする[9]。
- 毎年秋に行われる日本流通産業新聞社主催のダイレクトマーケティングフェアーの講師を務める[10]。
- 本人が執筆するメールマガジンに「売るためのマーケティング心得」がある[11]。
- 自ら考案した「モチベーションシート」という夢実現ノートがある[12]。

## 出版物
手帳・メモ帳・モチベーションシート関連書籍
- 夢は無計画のほうが実現する（梧桐書院）2009年11月16日出版
- 夢が見つからない人のためのシンプルな習慣「1日3分「夢」実現ノート」（フォレスト出版）
- 成功するビジネスマンのシンプルな習慣「Theモチベーションシート」（インデックスコミュニケーションズ）
- 「3日坊主」でも使いこなせる手帳術 計画ナシ!で夢が実現するシンプルな方法（フォレスト出版）
- 「なりたい自分を育てる15のトレーニング」（河出書房新社）
- 夢をかなえる 手帳・メモの技術（総合法令出版）
- 履歴書無用！　どん底と成功のサバイバル物語（亜紀書房）

通信販売ダイレクトマーケティング アイデア術 関連
- 通販勝ち組の絶対ルール!「儲かるしくみはこうつくれ」（インデックスコミュニケーションズ）
- 通販勝ち組が教える! 「売れるしくみはこうつくれ」（インデックスコミュニケーションズ）
- 「通販マーケ」を商売に活かせ！ こうすれば劇的に売れるよ（インデックスコミュニケーションズ）
- 金がないなら知恵をしぼれ!ビジネス着想100本ノック（梧桐書院）

リーダーシップ
- あなたがリーダーになればすべてが変わる! （河出書房新社）
- 成長への選択力―自分の市場価値を高める思考メソッド (サンガ新書)
- 「すごい！自己啓発」（河出書房新社）

紀行記
- 岡崎太郎のニューヨーク旅日記（河出書房新社）